# Synagoge (Gochsheim)

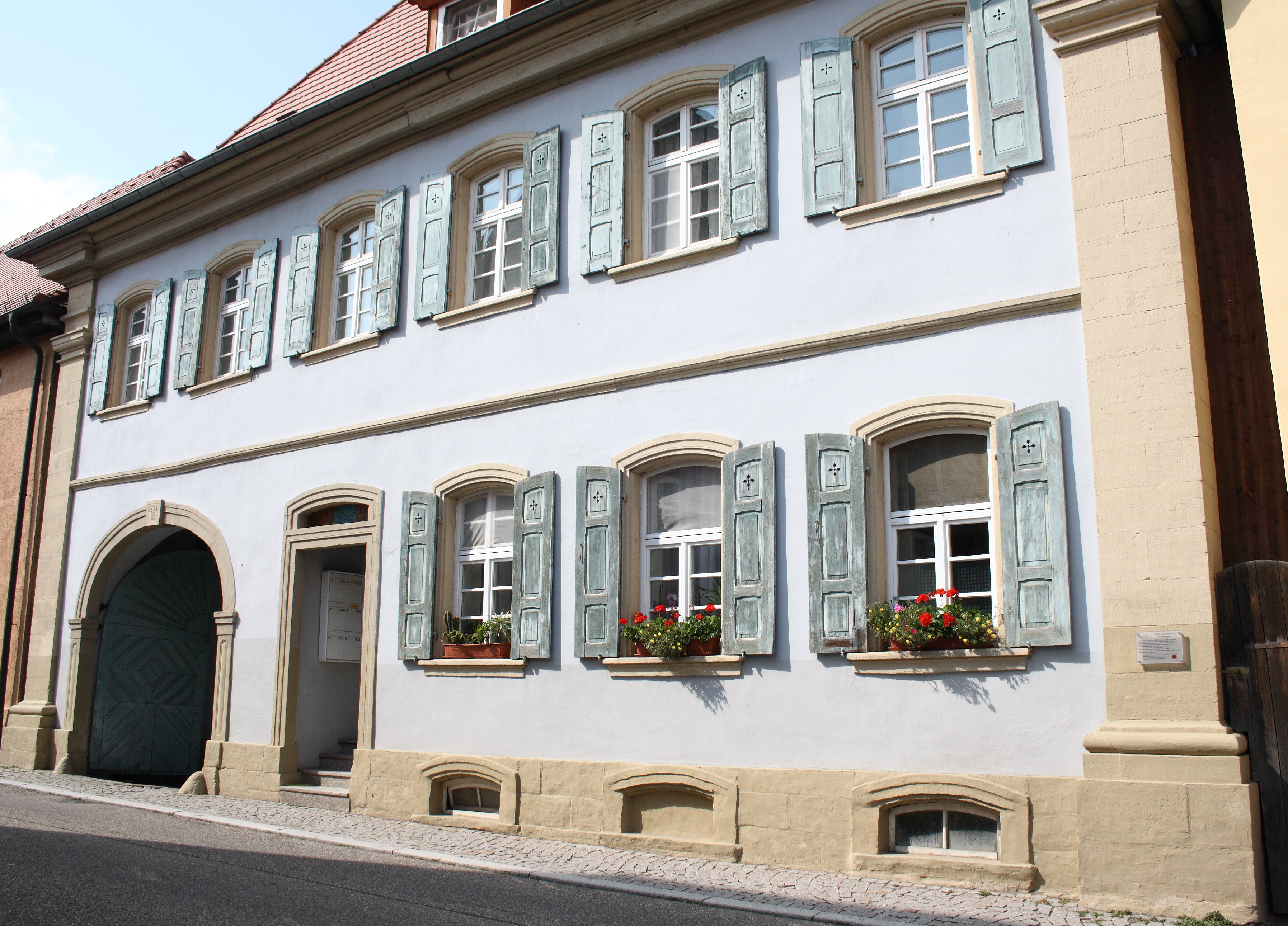
Ehemalige Synagoge in Gochsheim

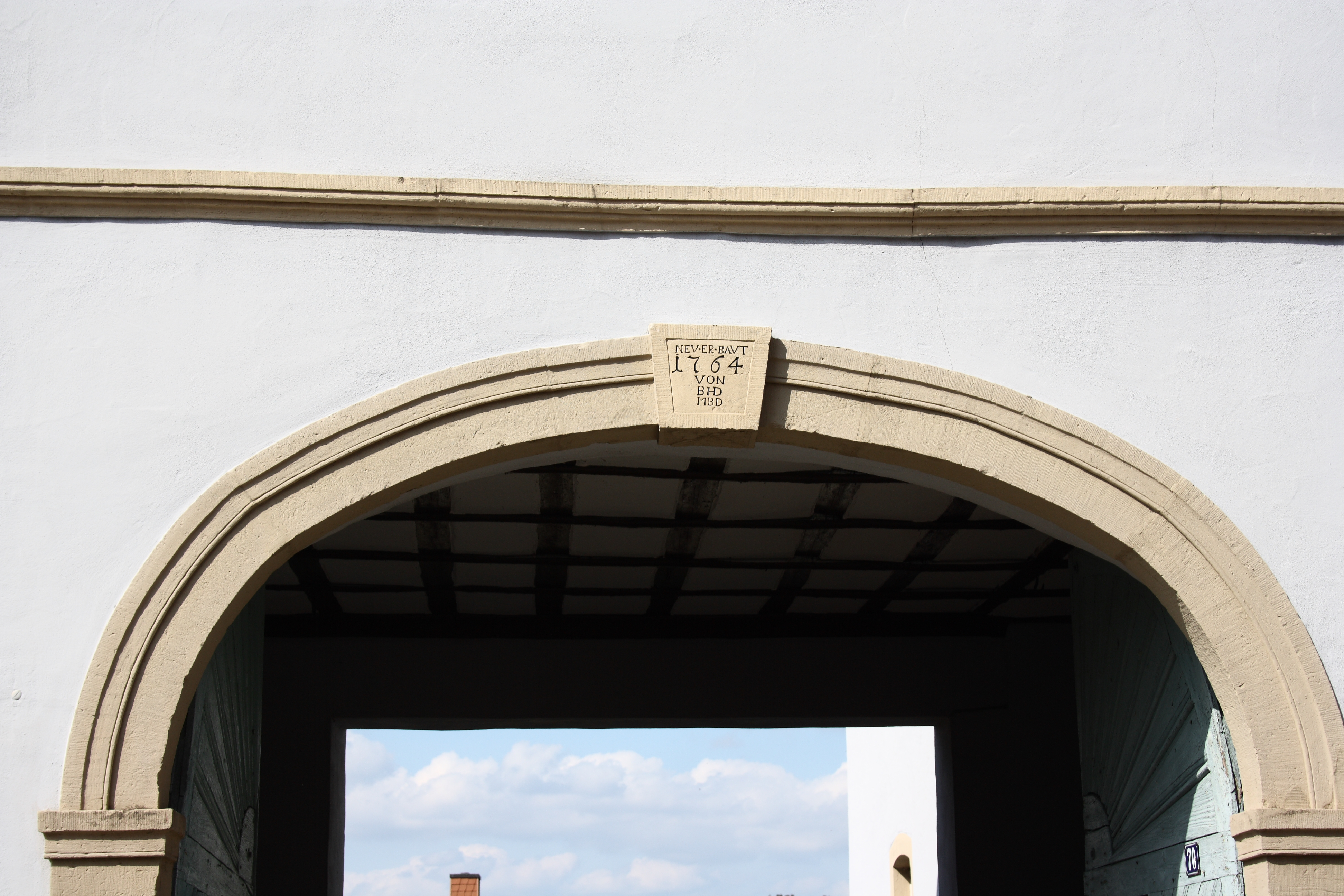
Inschrift im Torbogen

Die Synagoge Gochsheim ist eine ehemalige Synagoge in Gochsheim, einem Stadtteil von Kraichtal im Landkreis Karlsruhe im nordwestlichen Baden-Württemberg, die 1784 erbaut wurde. Das Gebäude steht an der Hauptstraße 70.

## Beschreibung
Bereits 1662 wird eine Synagoge in Gochsheim genannt. Im Jahr 1764 wurde von dem reichen Schutzjuden Baruch Dessauer, dessen Sohn Alois Dessauer als kurmainzischer Hofbankier bekannt wurde, eine neue Synagoge an der Hauptstraße, in der Nähe der evangelischen Kirche, errichtet. Das Gebäude im Stil des Barock beherbergte auch die jüdische Schule. 
Wegen der zu geringen Zahl der jüdischen Gemeinde Gochsheim konnten seit Mitte des 19. Jahrhunderts keine regelmäßigen Gottesdienste mehr abgehalten werden. Im Jahr 1882 wurde die Synagoge verkauft und von dem neuen Besitzer zu einem Wohnhaus umgebaut.

## Inschrift
Im Torbogen der ehemaligen Synagoge befindet sich die heute noch erhaltene Inschrift mit folgendem Wortlaut: „NEV ERBAVT 1764 VON BHD MBD“. BHD steht für Baruch Dessauer und MBD für seine Frau Mindel (Baruch Dessauer).